# Giovanni di Paolo

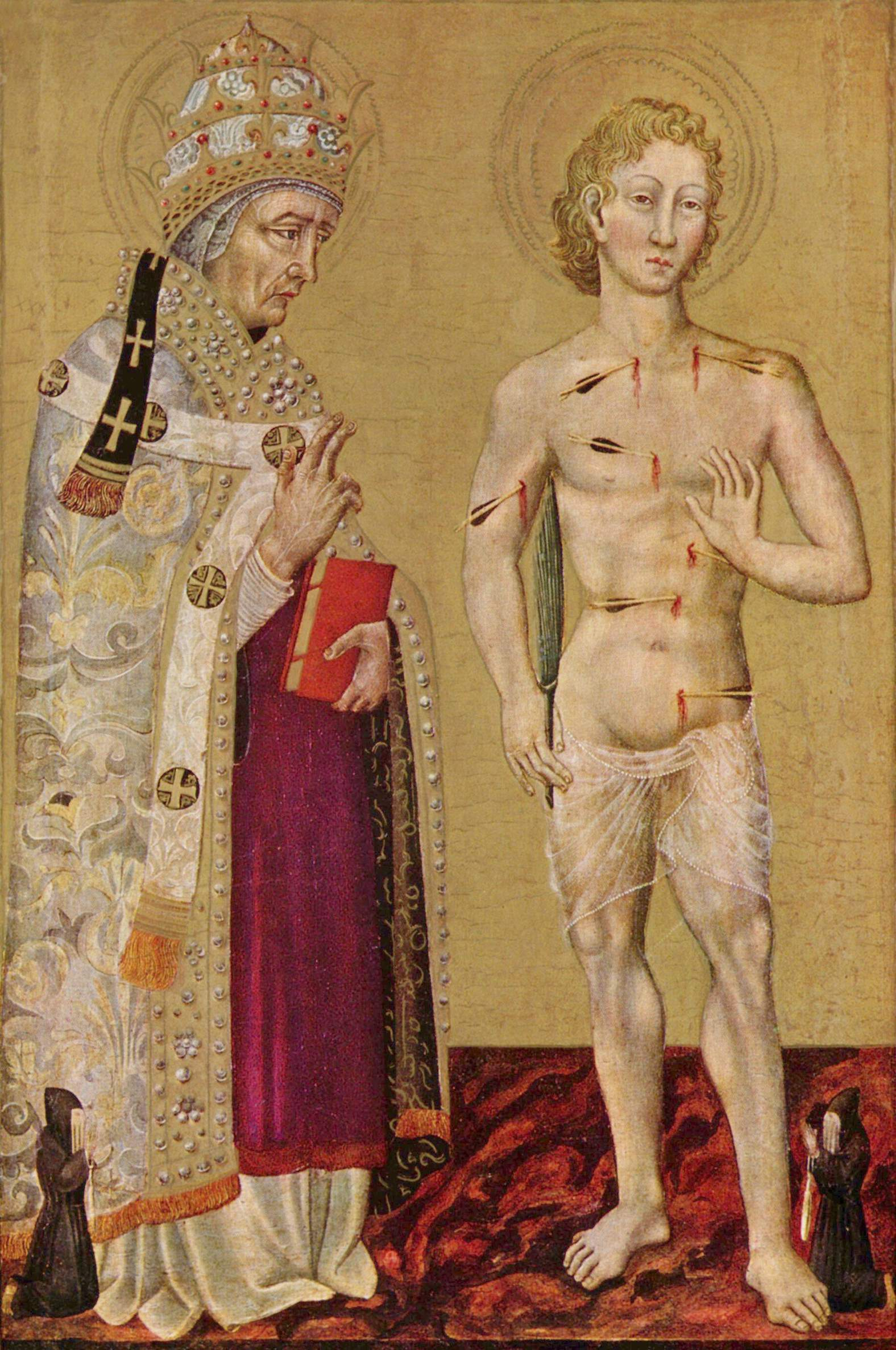
Der hl. Fabian und der hl. Sebastian, um 1475, National Gallery (London)

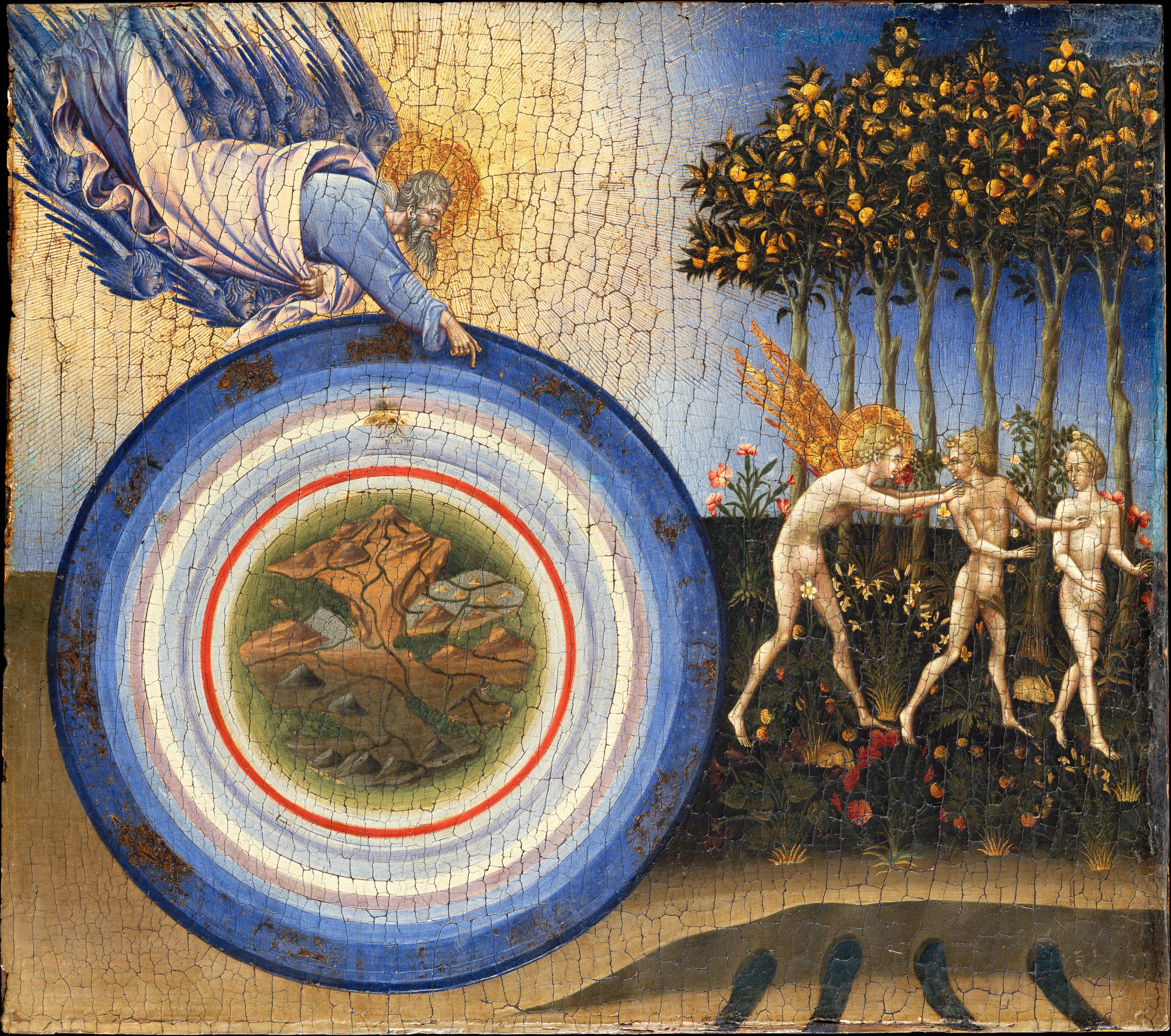
Die Schöpfung und die Vertreibung aus dem Paradies

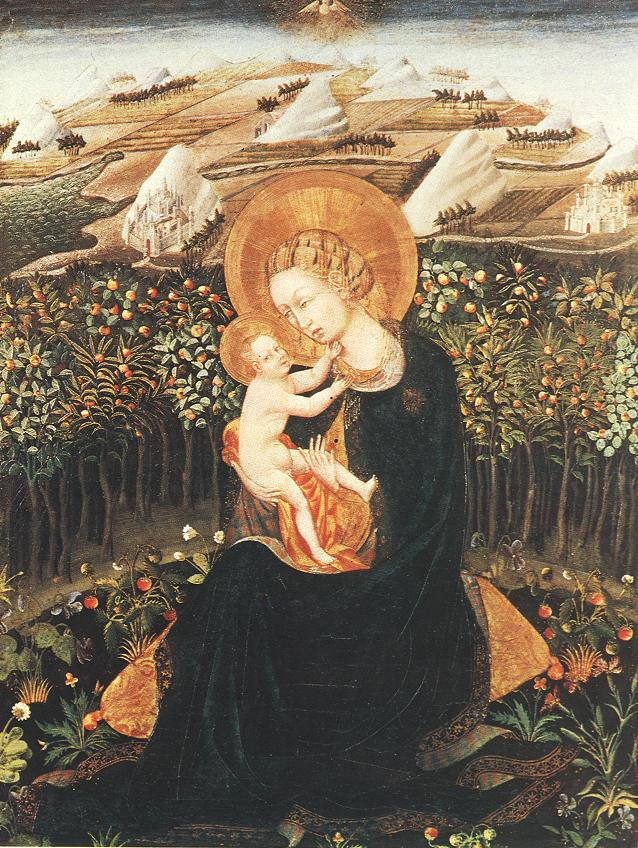
Madonna mit dem Kind in einer Landschaft

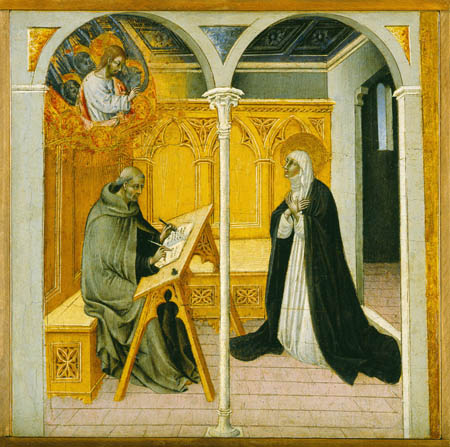
Die heilige Katharina von Siena diktiert ihren Dialog

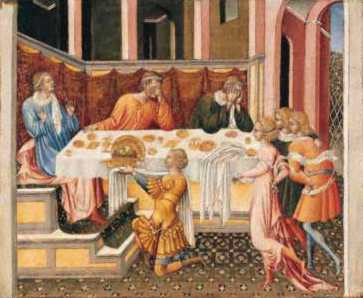
Der Kopf Johannes des Täufers wird Herodes gebracht

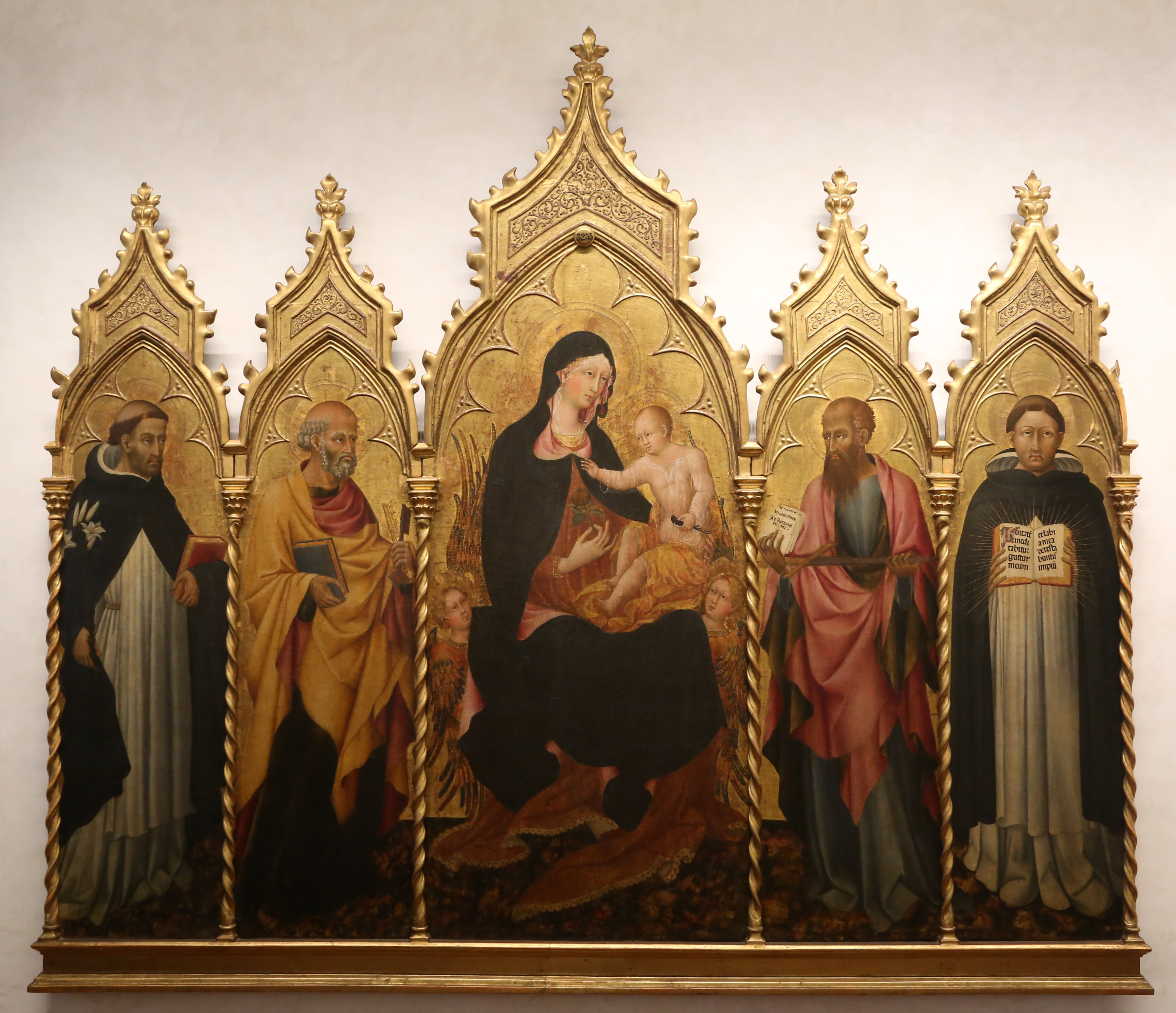
Madonna, 1445, Uffizien

Giovanni di Paolo (* um 1398 in Siena; † 1482 ebenda) war ein italienischer Maler der Frührenaissance und ein Hauptvertreter der Schule von Siena des 15. Jahrhunderts. Da er im Stadtbezirk Poggio lebte, ist er auch unter dem Namen Giovanni del Poggio bekannt.

## Leben und Werk
Unklar ist, durch wen Giovanni di Paolo seine Ausbildung erhielt. Seine frühen Arbeiten zeigen Einflusse von Künstlern wie Gregorio di Cecco, Benedetto di Bindo und Martino di Bartolomeo, Taddeo di Bartolo und Stefano di Giovanni. Auch Gentile da Fabriano, der sich 1425–26 in Siena aufhielt, kann als einer seiner Lehrer angesehen werden. Auf einem Zahlungsbeleg für die Miniaturmalerei in einem Stundenbuch für die Familie Castiglioni kommt es 1417 zur erstmaligen Erwähnung als Künstler.
In den frühen Arbeiten entwickelt sich bereits ein individueller Stil, der sich durch besonders kräftige Farben und verlängerte Formen auszeichnet. Beispiele hierfür sind das Leiden Christi für die Kirche San Domenico in Siena, der Pecci-Altar von 1426 und der Branchini-Altar.
In den folgenden Jahren stand Giovanni di Paolo unter dem Einfluss der Künstler der Bronze-Reliefs am Taufbecken im Baptisterium San Giovanni. Hierzu zählen Jacopo della Quercia, Donatello und Lorenzo Ghiberti. Er kombinierte ihre Motive und führte die frühe Renaissancekunst zu beinahe expressionistischer Malweise. Deutlich wird dies bei der Jungfrau Maria von 1431 der Osservanza-Kreuzigung, dem Triptychon in Sant’Andrea, dem Altar in den Uffizien sowie dem Pizzicaioli-Altar.
In seinen zahlreichen Arbeiten, die in den mittleren zwei Dekaden des Jahrhunderts entstanden, gestaltete Giovanni di Paolo seine Werke mit einer phantasievollen Pseudoperspektive und führte die länglichen eleganten Formen der späten gotischen Kunst wieder ein. Im Gegensatz zu den jüngeren Malern seiner Zeit entstanden gleichzeitig Arbeiten mit großer Plastizität. Herausragende Beispiele dieser Schaffensperiode sind das Paradies und die Vertreibung aus dem Paradies und elf Bilder aus dem Leben Johannes des Täufers.
Seine unverwechselbare Art, mit einer Ausprägung für traumhafte Atmosphäre und Missachtung für die Gesetze der Perspektive, behält der Künstler bis zu seinen späten Bildern, wie etwa dem Altar im Dom von Pienza aus dem Jahr 1463.

## Werke
- Das Leiden Christi (San Domenico), Pinacoteca Nazionale, Siena
- Kreuzigung Christi, 1426, Lindenau-Museum Altenburg
- Pecci-Altar, 1426, Castelnuovo Berardenga, Pinacoteca Nazionale, Siena und Walters Art Museum, Baltimore
- Branchini Madonna, 1427, Norton Simon Museum, Pasadena
- Jungfrau Maria, 1431, Santa Maria dei Servi, Siena
- Madonna mit dem Kind in einer Landschaft, um 1532, Museum of Fine Arts, Boston
- Mariä Verkündigung und die Vertreibung aus dem Paradies, um 1435, National Gallery of Art, Washington D.C.
- Osservanza-Kreuzigung, 1440, Pinacoteca Nazionale, Siena
- Madonna mit Kind, um 1440–45, Lindenau-Museum Altenburg
- Die Kreuzigung Christi, um 1440–1445, Gemäldegalerie Berlin, Eigentum des Kaiser-Friedrich-Museums-Vereins
- Anbetung der heiligen drei Könige, um 1442, Cleveland Museum of Art
- Triptychon, 1445, Sant’Andrea, Siena
- Altar, 1445, Uffizien, Florenz
- Die Schöpfung und die Vertreibung aus dem Paradies, 1445, Metropolitan Museum of Art, New York
- Paradies, 1445, Metropolitan Museum of Art, New York
- Pizzicaioli-Altar, 1447–1449, Pinacoteca Nazionale, Siena
- Die heilige Katharina von Siena diktiert ihren Dialog, um 1447–49, Detroit Institute of Arts
- Die Anbetung der heiligen drei Könige, um 1450, National Gallery of Art, Washington D.C.
- Die Taufe Christi, um 1450, Norton Simon Museum, Pasadena
- Noli me tangere (zugeschrieben), um 1450–55, Lindenau-Museum Altenburg
- Heiliger Nikolaus, 1453, Pinacoteca Nazionale, Siena
- Die Rast des Johannes der Täufer in der Wüste, um 1454, National Gallery London
- Die Geburt Johannes des Täufers, um 1454, National Gallery London
- Der Kopf Johannes des Täufers wird Herodes gebracht, um 1454, National Gallery London
- Die Geburt Christi, um 1454, National Gallery London
- Heiliger Nikolaus von Tolentino ein Schiff rettend, um 1455, Philadelphia Museum of Art
- Die Krönung der Jungfrau, 1455, Metropolitan Museum of Art, New York
- Ecce Agnus Dei (Siehe das Lamm Gottes), um 1455–60, Art Institute of Chicago
- Johannes der Täufer betritt die Wildnis, um 1455–60, Art Institute of Chicago
- Die heilige Katharina von Siena gekleidet als Dominikanerin, um 1460, Cleveland Museum of Art
- Die heilige Katharina von Siena und der Bettler, um 1460, Cleveland Museum of Art
- Altar, 1463, Dom von Pienza
- Letztes Gericht, Himmel und Hölle, um 1465, Pinacoteca Nazionale, Siena
- Die Prozession des heiligen Gregorius, um 1465–1470, Louvre, Paris
- Staggia-Altar, 1475, Pinacoteca Nazionale, Siena
- Mariä Himmelfahrt, 1475, Pinacoteca Nazionale, Siena
- Die heiligen Fabian und Sebastian, zwischen 1475 und 1482, National Gallery London